# セルダム

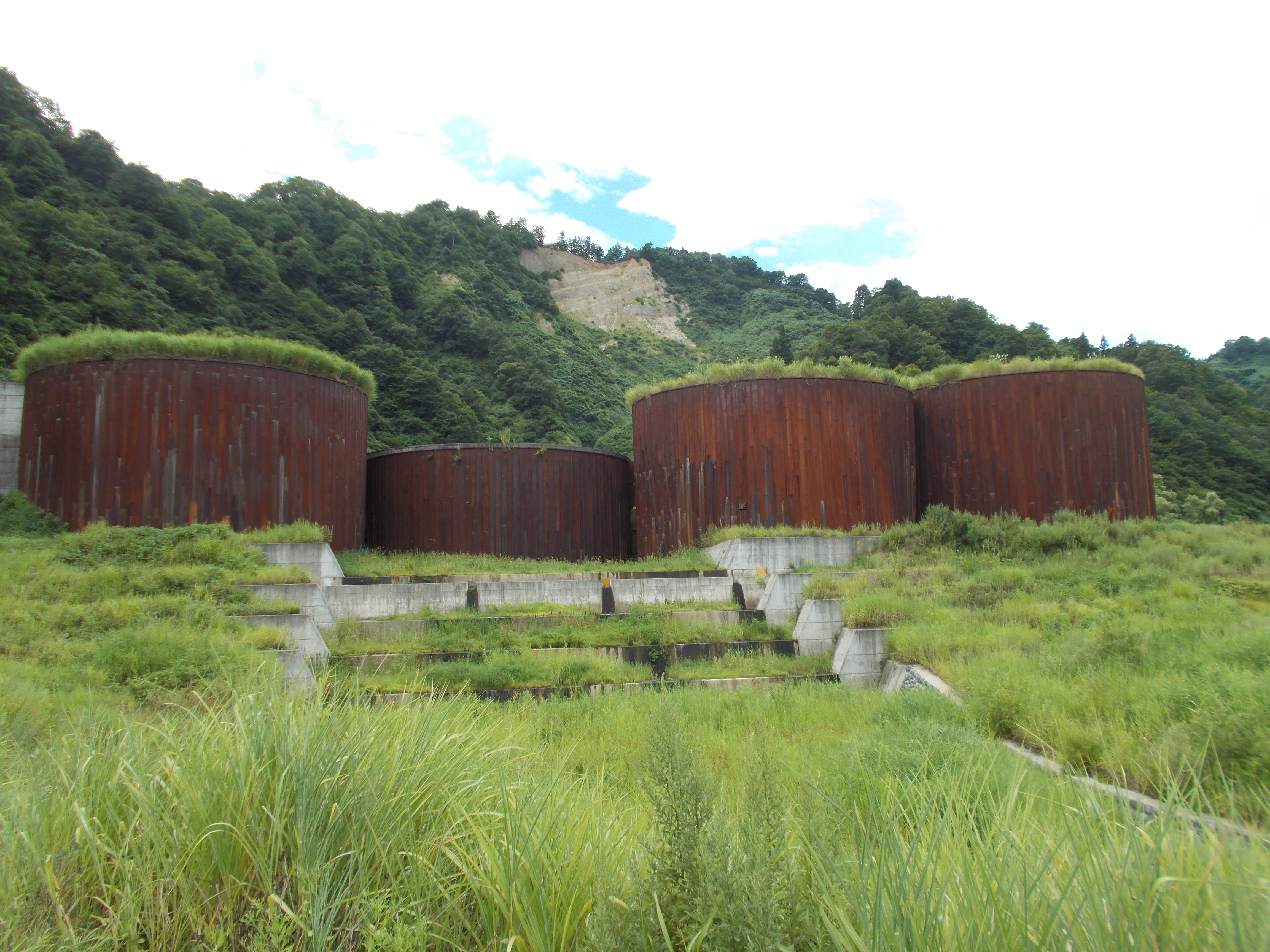
セルダムの例（新潟県津南町大字三箇　トヤ沢砂防堰堤）

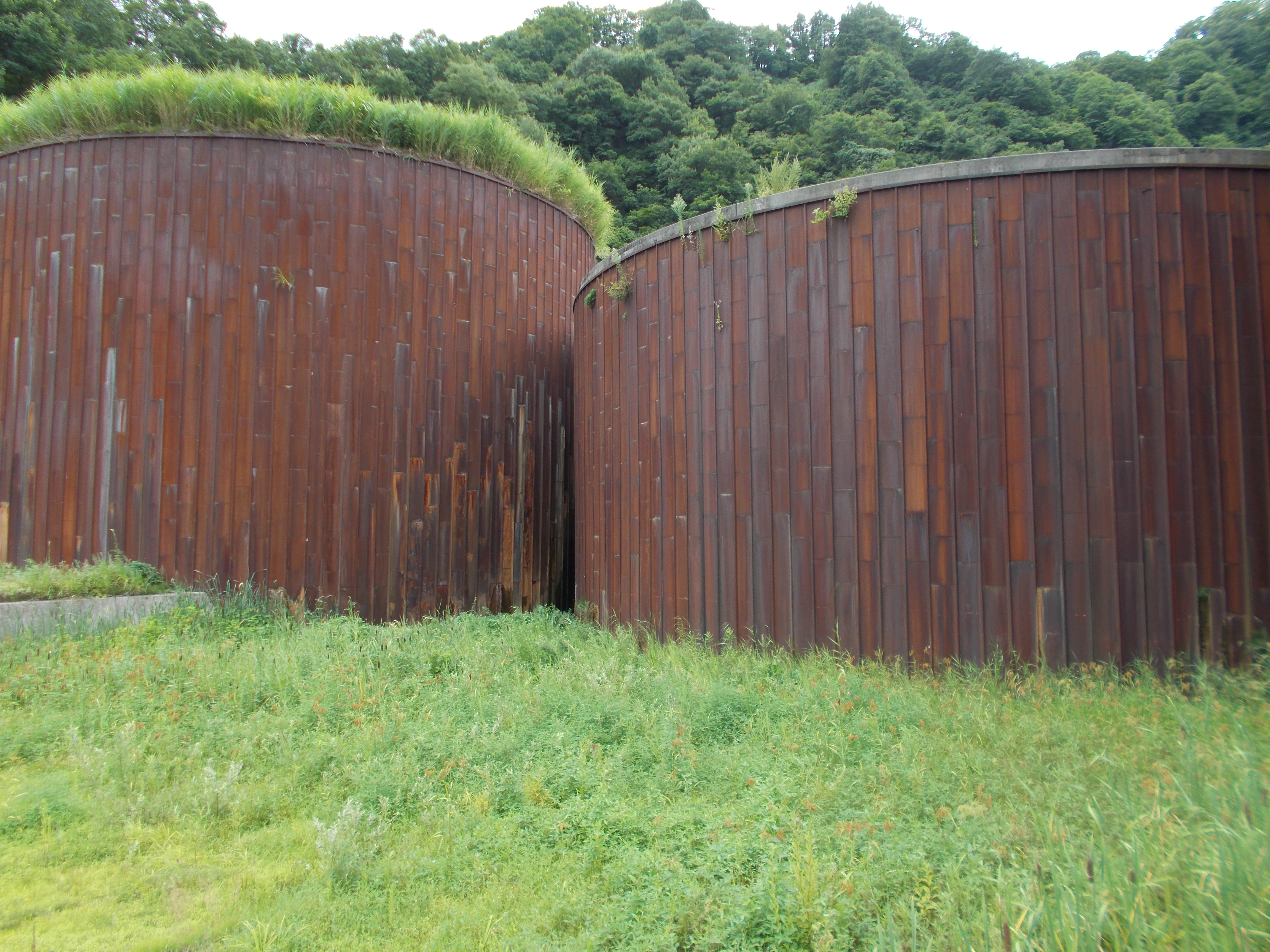
セルとセルの間

セルダムは、砂防堰堤の型式のひとつで、生物の細胞（英: cell、セル）構造のように、大型の円柱状構造物を連続配置したもの。円柱同士の間隔を空けて、スリットダムとして活用することもある。外壁には鋼矢板、内部に現地で発生した土砂を中詰めする。そのため、建設残土を減らすことが可能である。工期が短いことから、火山噴火時や大規模な土石流対策などで用いられる。